# Cristal de roca

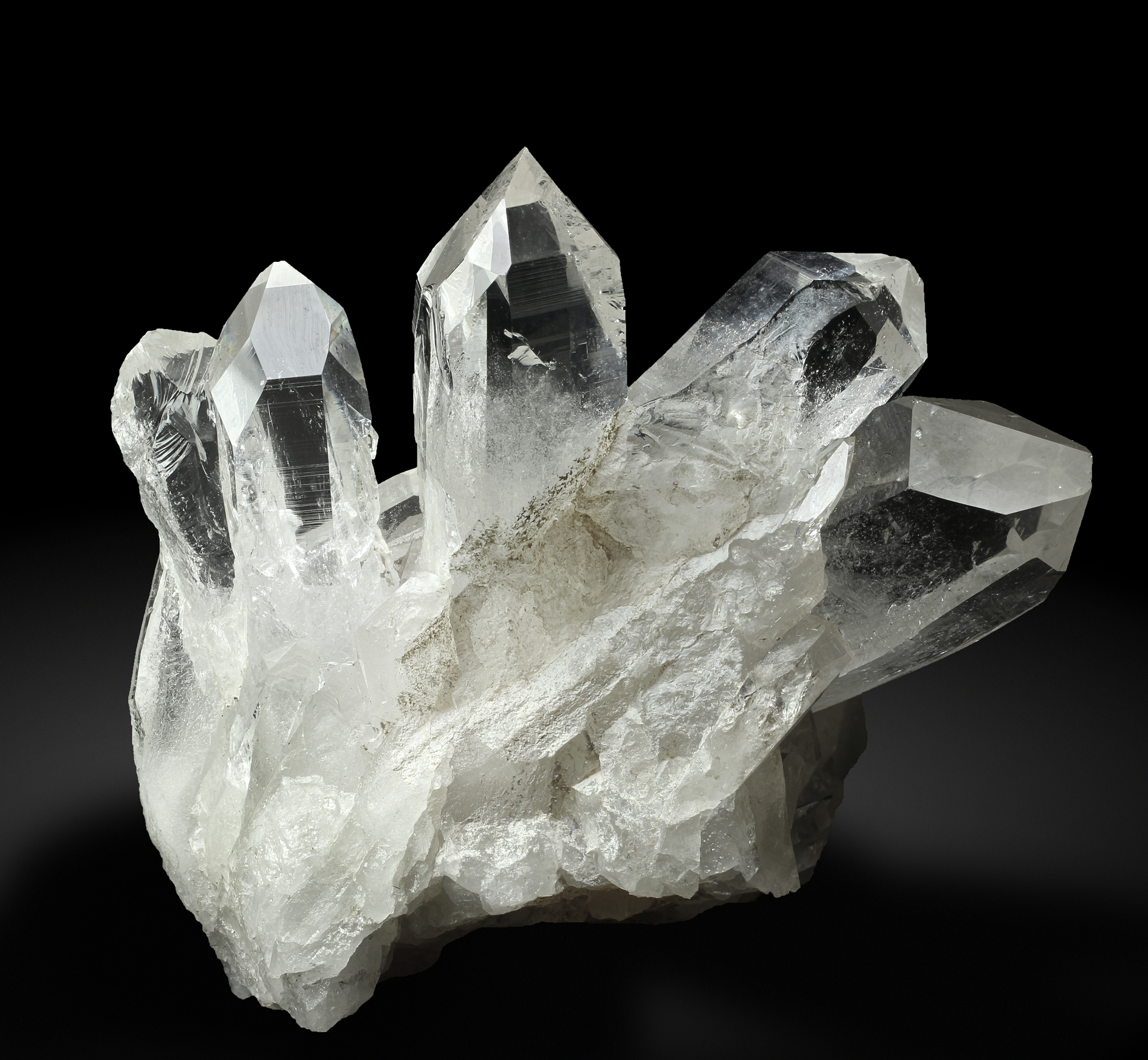
Cristales euhédricos de cuarzo proveniente de Soria (España)

El nombre de cristal de roca se emplea para designar al cuarzo incoloro y transparente. 
En la Grecia clásica se utilizaba el nombre de κρύσταλλος (krystallos), equivalente a hielo y algunos filósofos (como Teofrasto) argumentaron que era hielo supercongelado que no se derretía nunca. Andrés Laguna en sus comentarios a la traducción de la obra de materia médica de Dioscórides, indica que esta explicación es errónea, basándose en que el cristal tiene siempre las mismas formas y el hielo no, y que además no se puede fundir por mucho que se le caliente.
La composición del cristal de roca es óxido de silicio (SiO2), casi puro, aunque puede contener trazas de otros elementos, especialmente aluminio, que generarán centros de color si se somete a la acción de la radiactividad natural o artificial.  Los cristales de esta variedad de cuarzo suelen ser turbios y lechosos en la zona en la que se unen al cuarzo masivo.

## Localización y yacimientos
El cristal de roca aparece en muchos entornos geológicos. Son frecuentes los cristales en cavidades de filones hidrotermales de cuarzo masivo, o en grietas alpinas. En las pegmatitas aparece en cavidades de los núcleos masivos de cuarzo. En las cavidades miarolíticas es más raro, ya que la presencia de minerales radiactivos hace que se oscurezca, aunque sea ligeramente. También se encuentra en entornos sedimentarios, dentro de septarias en rocas calizas.
El cristal de roca se encuentra en, literalmente, decenas de miles de yacimientos, y en varios de ellos se explota comercialmente para obtener ejemplares para los coleccionistas. Son famosos los yacimientos de la zona del monte Ida, en el condado de Montgomery, Arkansas (Estados Unidos), en los que existen explotaciones comerciales  y otras de acceso público mediante pago de entrada. También se encuentra cristal de roca en los Alpes, tanto en los franceses como en los suizos e italianos. En España existen muchos yacimientos en los que se ha encontrado cristal de roca de buena calidad. La conocida como Cueva del Cristal, en La Cabrera, fue explotada para extraer este material y utilizarlo para fabricar objetos de decoración ya en el siglo XVIII. En los ríos Manzanares y Jarama y en los depósitos de grava próximos se encontraban cantos rodados de cristal de roca, conocidos como diamantes de San Isidro. Uno de ellos fue tallado para Felipe II.

## Utilización del cristal de roca

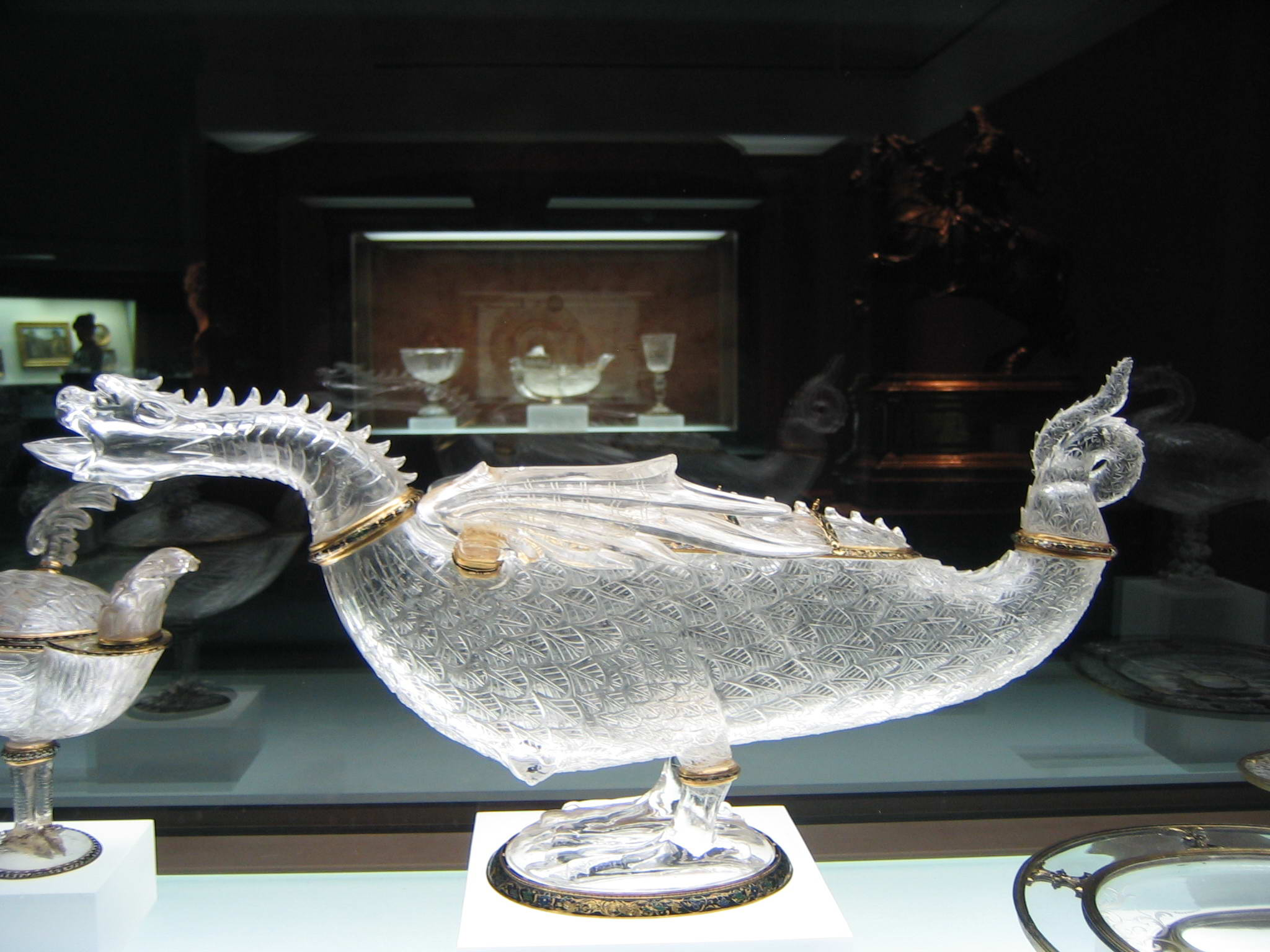
Dragón de cristal de roca que forma parte del Tesoro del Delfín. Museo del Prado, Madrid

Aunque tiene peores cualidades que el sílex para esta aplicación, el cristal de roca  se ha utilizado desde la prehistoria  para fabricar herramientas cortantes, utilizable, como las  puntas de flecha, o muy probablemente destinadas al uso ceremonial como la hoja de puñal de cristal de roca completamente transparente, de 19 centímetros de longitud, perfectamente elaborada, encontrada en el asentamiento calcolítico de Montelirio, en Castilleja de Guzmán (Sevilla). En las civilizaciones clásicas se ha tallado como gemas, sellos, pequeños objetos de adorno o recipientes. También se trabajó en época medieval, pero es a partir del Renacimiento cuando se producen las mejores obras de arte utilizando este material. Las más valiosas son jarras, fuentes y demás recipientes de gran tamaño, resultantes del laborioso vaciado y tallado de grandes bloques de cristal. Algunas de ellas, con delicadísimos relieves, pueden verse en el Tesoro del Delfín, en el Museo del Prado, Madrid, España, y en el Museo del Louvre, París Francia.
El cristal de roca se ha utilizado también para la fabricación de instrumentos ópticos (ya que es transparente entre 145 ηm, en el ultravioleta, y 2700 ηm, en el infrarrojo), y también en electrónica, por sus propiedades piezoeléctricas, aunque actualmente se utilizan  cristales de cuarzo artificiales.